# محمد مجدی (بازیکن فوتبال، زاده ۱۹۹۶)
محمد مجدی (عربی: محمد مجدي؛ زادهٔ ۶ مارس ۱۹۹۶) بازیکن فوتبال اهل مصر است.
از باشگاه‌هایی که در آن بازی کرده‌است می‌توان به باشگاه فوتبال انپی اشاره کرد.
وی همچنین در تیم ملی فوتبال مصر بازی کرده‌است.